# 利拉鲁肽
利拉鲁肽（通用名：liraglutide）商品名诺和力（Victoza）、胰妥善，是一种人胰高血糖素样肽-1类似物（GLP-1类似物），用于治疗2型糖尿病。另一商品名善纖達（Saxenda）则用来控制肥胖症及慢性体重管理。最新研究表明，利拉鲁肽存在治疗偏头痛的可能。

## 药剂学
该药物的活性成分是利用基因工程技术使用酵母生产的GLP-1（胰高血糖素样肽-1）类似物。药物制剂种还含有二水合磷酸氢二钠、丙二醇、盐酸和/或氢氧化钠（仅作为pH调节剂）、苯酚和注射用水等成分。药剂成品为无色或几乎无色的澄明等渗及液；pH=8. 15。

## 临床应用
利拉鲁肽主要用于成人2型糖尿病患者控制血糖：适用于单用二甲双胍或磺脲类药物最大可耐受剂量治疗后血糖仍控制不佳的患者，与二甲双胍或磺脲类药物联合应用。

## 储存
利拉鲁肽制剂应冷藏于2℃-8℃冰箱中，不可冷冻。